# Von Helmersen
von Helmersen (ryska: Гельмерсен) är en baltisk adelsätt från Braunschweig i Niedersachsen.
von Helmersen tillhörde alla fyra baltiska riddarhusen.